# Ercole de’ Roberti
Ercole de’ Roberti (ur. ok. 1450, zm. 1496) – włoski malarz renesansowy.
Jego ojciec był dozorcą na zamku rodziny d’Este w Ferrarze. Portrety członków tego rodu znalazły się później w dorobku malarza.
W 1473 Ercole de’ Roberti opuścił Ferrarę i wyjechał do Bolonii, gdzie tworzył w pracowni Francesco del Cossa, pozostając pod wpływem Andrei Mantegni. Uczestniczył w tworzeniu wystroju bazyliki San Petronio w Bolonii, jego autorstwa był obraz Cuda św. Wincentego umieszczony na predelli ołtarza jednej z kaplic.
W latach 1480–1481 tworzył obraz ołtarzowy Madonna tronująca z czterema świętymi do kościoła Santa Maria in Porto Fuori w Rawennie (obecnie w Pinakotece Brera).
W 1486 roku, po śmierci Cosme Tura, pełniącego rolę malarza dworskiego rodziny d’Este, zajął jego miejsce, tworząc głównie portrety.

## Dzieła artysty
- Madonna tronująca z czterema świętymi -  1480, olej na desce 323 x 240 cm, Pinakoteka Brera
- Ginevra Bentivoglio - 1490, 54 × 38 cm, National Gallery of Art, Washington
- Pietà -  1495, olej na desce, 33 × 30 cm, Walker Art Gallery, Liverpool;
- Portret Giovanniego II Bentivoglio -  ok. 1480, 54 × 38 cm, National Gallery of Art, Washington, D.C.

## Galeria

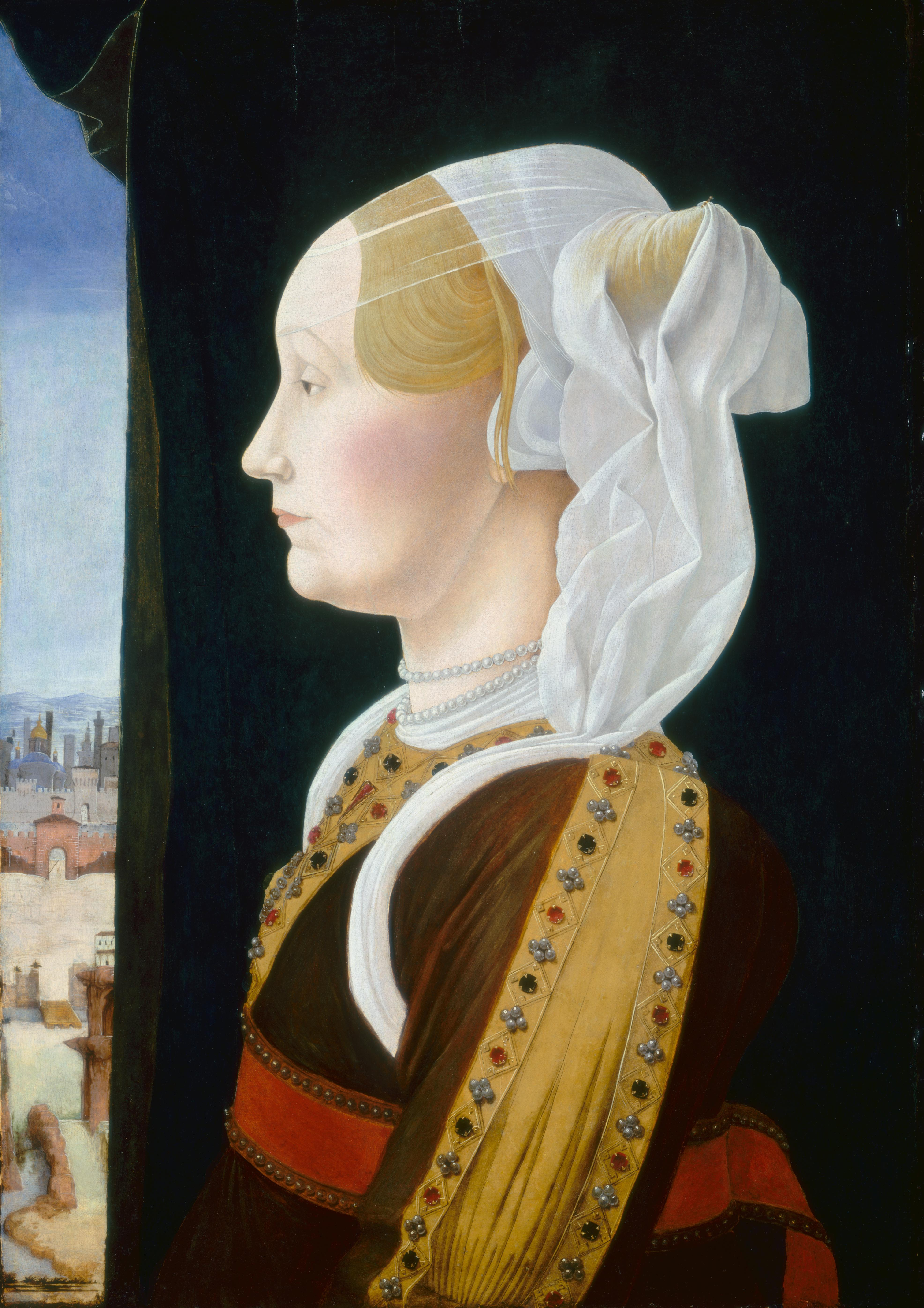
Ginevra Bentivoglio
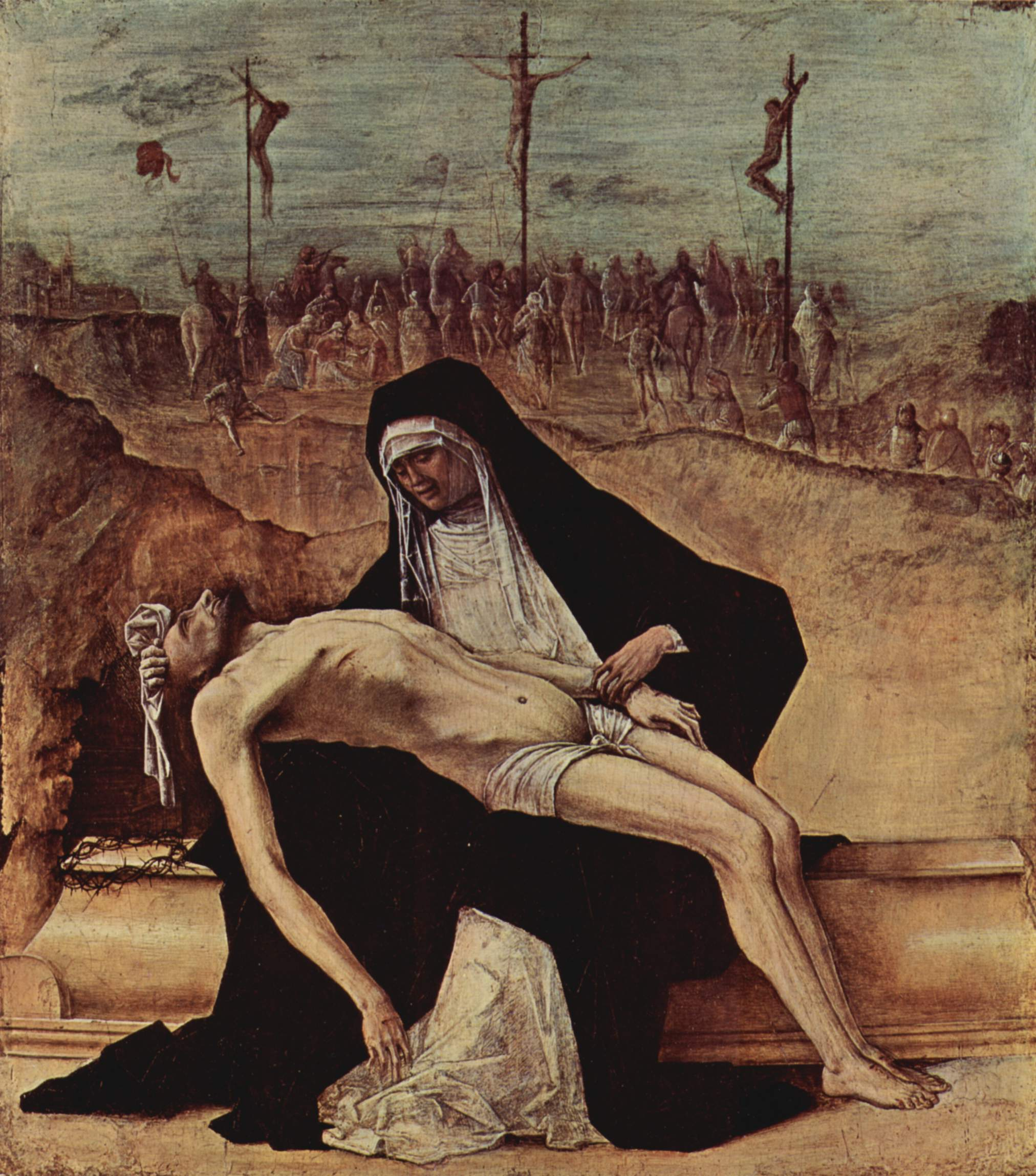
Pietà
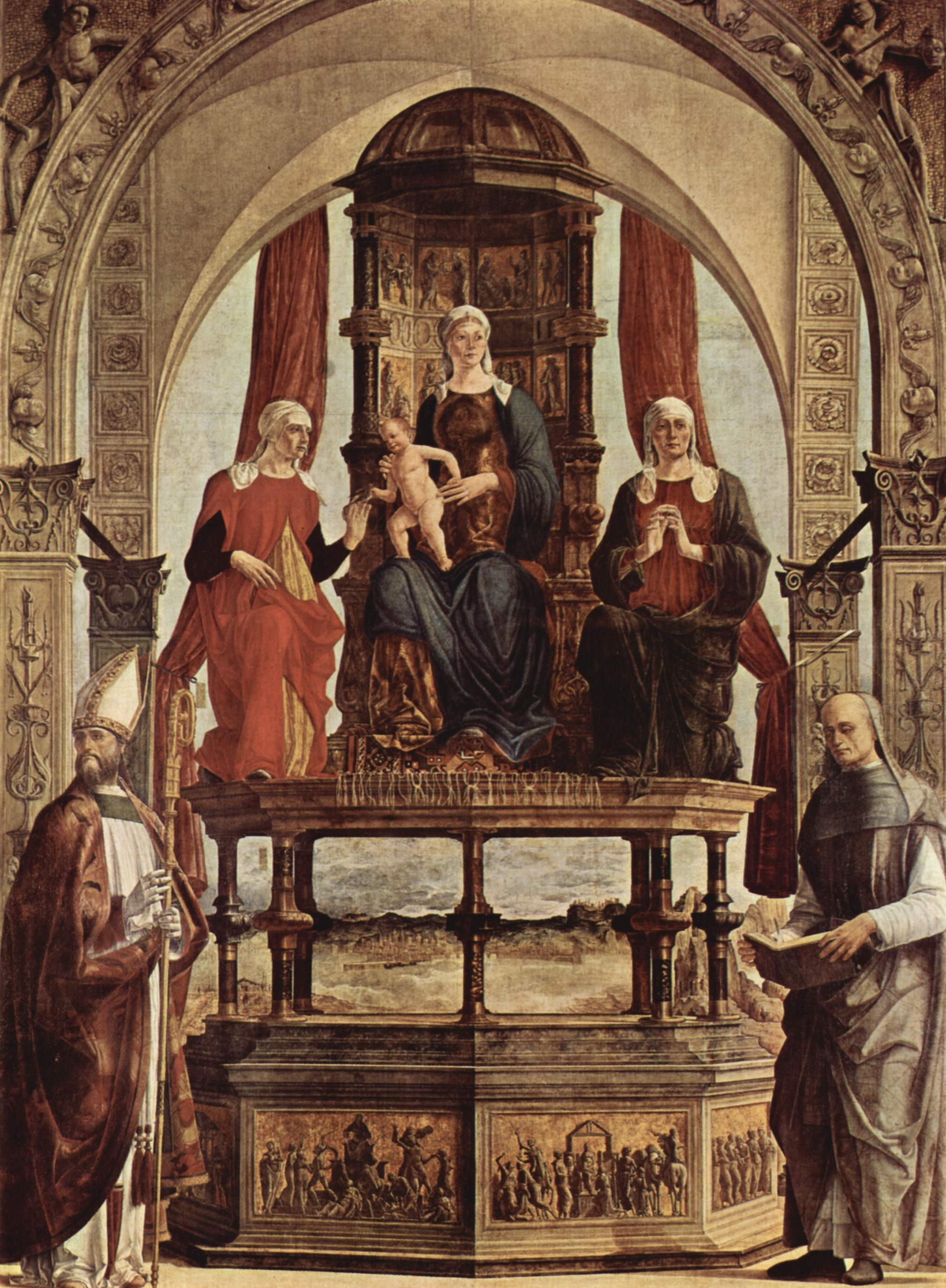
Madonna tronująca z czterema świętymi
Portret Giovanniego II Bentivoglio,.